# Rich Parks
Richard E. "Rich" Parks (San Luis, Misuri; 28 de octubre de 1943 - agosto de 1978) fue un jugador de baloncesto estadounidense que disputó una temporada en la ABA. Con 2,01 metros de estatura, jugaba en la posición de ala-pívot.

## Trayectoria deportiva

### Universidad
Jugó tres temporadas con los Billikens de la Universidad de San Luis, en las que promedió 11,8 puntos y 12,7 rebotes por partido, siendo uno de los diez máximos reboteadores de la historia de la universidad. En su última temporada fue incluido en el mejor quinteto de la Missouri Valley Conference.

### Profesional
Fue elegido la cuadragésimo séptima posición del Draft de la NBA de 1966 por Cincinnati Royals, pero no sería hasta el año siguiente cuando firmó su primer contrato con las ligas profesionales al pasar a formar parte de los Pittsburgh Pipers de la recién creada ABA. Promedió 3,3 puntos y 2,9 rebotes por partido, y acabó proclamándose campeón de liga junto a sus compañeros, tras derrotar en las finales a los New Orleans Buccaneers.

## Estadísticas de su carrera en la ABA

### Temporada regular
| Temporada | Edad | Equipo            | Liga | Pos. | P  | TIT | MIN | TC  | TCA | %TC  | 3P  | 3PA | %3P  | 2P  | 2PA | %2P  | TL  | TLA | %TL  | R.OF. | R.DEF. | REB | ASIS | ROB | TAP | PER | FP  | PTS |
| 1967-68   | 24   | Pittsburgh Pipers | ABA  | SF   | 40 |     | 9.4 | 1.5 | 3.3 | .444 | 0.0 | 0.1 | .333 | 1.5 | 3.3 | .446 | 0.3 | 0.5 | .571 |       |        | 2.9 | 0.4  |     |     | 0.5 | 1.7 | 3.3 |
| Total     |      |                   | ABA  |      | 40 |     | 9.4 | 1.5 | 3.3 | .444 | 0.0 | 0.1 | .333 | 1.5 | 3.3 | .446 | 0.3 | 0.5 | .571 |       |        | 2.9 | 0.4  |     |     | 0.5 | 1.7 | 3.3 |

### Playoffs
| Temporada | Edad | Equipo            | Liga | Pos. | P | TIT | MIN | TC  | TCA | %TC  | 3P  | 3PA | %3P  | 2P  | 2PA | %2P  | TL  | TLA | %TL  | R.OF. | R.DEF. | REB | ASIS | ROB | TAP | PER | FP  | PTS |
| 1967-68 ❍ | 24   | Pittsburgh Pipers | ABA  | SF   | 5 |     | 1.4 | 0.0 | 0.4 | .000 | 0.0 | 0.2 | .000 | 0.0 | 0.2 | .000 | 0.2 | 0.8 | .250 |       |        | 0.4 | 0.0  |     |     | 0.0 | 0.6 | 0.2 |
| Total     |      |                   | ABA  |      | 5 |     | 1.4 | 0.0 | 0.4 | .000 | 0.0 | 0.2 | .000 | 0.0 | 0.2 | .000 | 0.2 | 0.8 | .250 |       |        | 0.4 | 0.0  |     |     | 0.0 | 0.6 | 0.2 |